# Дерьяйе-Немек
Дерьяйе-Немек (перс. دریاچه نمک حوض سلطان‎) — солёное озеро в Иране, располагающееся в провинции Кум, на автодороге Тегеран-Кум. Оно расположено примерно в 30 км к северу от Кума и около 80 км к югу от Тегерана. В зависимости от сезона, поверхность данного озера колеблется между 240 и 280 км², максимальная глубина составляет 1,0 м, объём — примерно 140 млн м³, но когда начинается засуха, озеро полностью испаряется. Вода поступает туда в первую очередь из западного рукава реки Руд-е Шур, а количество осадков, попадающее в озеро, совершенно незначительно. Средняя высота над уровнем моря — 798 м.

## География

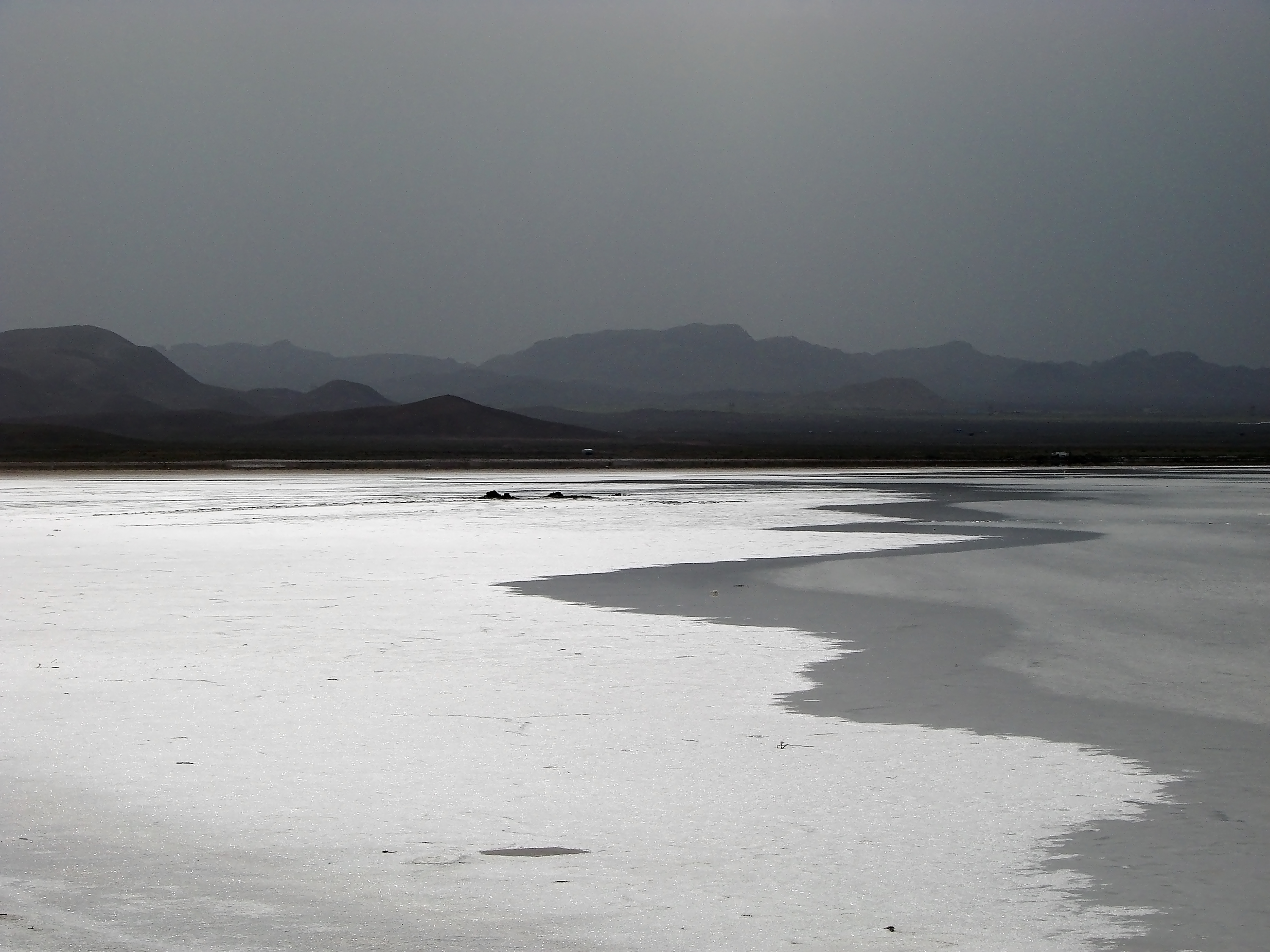

Дерьяйе-Немек расположено на севере Иранского плато и имеют схожие геологические и стратиграфические особенности с озером Намак и пустыней Дашт-е Кевир, которые простираются на восток. Прожимающая зона состоит из докембрийского кристаллического субстрата горстов и палеозойских отложений платформы, а на поверхности преобладают осадочные породы кембрия-триаса на равнинах или магматические породы на возвышенностях. Приливно-отливная зона представляет собою расширенную впадину, которая на восточной стороне является очень полого наклоненной, а на западе — немного более крутой (<1 %), в то время как по направлению к горам Кух-е Шур-Чешме (1222 м) на севере и Кух-е Коль-Тапе (950 м) и Кух-е Чарх-е Сефид (1115 м) на юге, наклон самой большой и составляет 2-5 %. Когда озеро наполняется полностью, оно имеет эллиптическую форму и простирается в 24 км в направлении с востока на запад и 12 км с севера на юг и имеет площадь 280 км². В то время как во время летних засух накопленная вода быстро испаряется, оставляя за собой белое пространство. Толщина отложений солей колеблется в пределах от 20 до 46 м, и состоит из хлорида натрия (NaCl), хлорида калия (KCl), сульфата магния (MgSO 4), хлорида магния (MgCl 2) и сульфата натрия (Na2SO4). Ближайшие озёра к Дерьяйе-Немек размещены в той же самой впадине, и называются: Гадир-е Асб, расположенный в 70 км к юго-востоку, и Намак, которое расположено примерно в 90 км к востоку. Оба соленые озера находятся на более низкой высоте (около 10 километров ниже озера Дерьяйе-Немек). Большие каравансараи, такие как Дайр-е Гачина и Санг-и Мухаммедадаба, свидетельствуют о том, что когда-то на равнинах между Дерьяйе-Немек и Намаком исторически пролегали пути, которые связывали Тегеран и Рей на севере с Кумом, Кашаном, Исфаханом и Йездом на юге. Около 10 км к северу от Дерьяйе-Немек расположены караван-сарай Санги-Алиабад, а также и крепости Кале-йе Сорх и Кале-йе, их окрестности изобилуют доисторическими памятниками. Учитывая, что озеро пересекает и воздушный путь Тегеран-Кум, в непосредственной близости от него находятся современные автодороги, такие как шоссе 7 и шоссе 71 (2,5 км западнее), и две железнодорожные линии на обеих сторонах. На берегах озера нет крупных населённых пунктов, а его экономическая эксплуатация ограничивается несколькими небольшими фермами около внутренних дельт притоков, а на юге из озера добывают соль.

## Гидрология
Дерьяйе-Немек в гидрологическом и гидрогеологическом отношении, относится к сливу Намака, а вода поступает в первую очередь от западных рукавов ветви реки Руд-е Шур, которые на восточном побережье образуют большую внутреннюю дельту. Благодаря очень мягкой конфигурации местности это явление в меньшей степени также присутствует около северных и южных берегов, где в озеро поступает вода и из нескольких сезонных притоков. В окрестностях озера преобладает холодный пустынный климат со средней температурой 17 °C и количеством осадков 200 мм в год. Палеоклиматологические исследования показывают, что во время последнего ледникового периода осадков было на 48,4 % больше, а средняя температура на 5,6 °C ниже, чем сегодня, и эти изменения резко отразились на геоморфологии. Холодные погодные условия привели к созданию ледников на окружающих массивах, а начальные процессы разрушения почвы или более поздняя речная эрозия создали многочисленные аллювиальные террасы, где были открыты некоторые из старейших доисторической цивилизации в Иране. Судя по пограничным террасам озера, есть явные признаки того, что Дерьяйе-Немек и Намак когда-то были связаны в одно озеро приблизительной высотой 820 м.

## Флора и фауна
Флора Дерьяйе-Немек существует в условиях жаркого климата и высокой солёности, и включает в себя множество суккулентов и галофитов, характерных для пустынных и полупустынных районов. Наиболее распространенный вид растительности — тамариск.